# Dienis Makarow
Dienis Jewgienjewicz Makarow (ros. Денис Евгеньевич Макаров, ur. 18 lutego 1998 w Togliatti) – rosyjski piłkarz grający na pozycji pomocnika w rosyjskim klubie Dinamo Moskwa oraz w reprezentacji Rosji. Uczestnik Mistrzostw Europy 2020.

## Statystyki kariery
| Klub                      | Sezon              | Liga               | Liga    | Liga   | Puchar kraju | Puchar kraju | Kontynentalne | Kontynentalne | Suma    | Suma   |
| Klub                      | Sezon              | Poziom             | Występy | Bramki | Występy      | Bramki       | Występy       | Bramki        | Występy | Bramki |
| ------------------------- | ------------------ | ------------------ | ------- | ------ | ------------ | ------------ | ------------- | ------------- | ------- | ------ |
| FK Orenburg-2             | 2017/18            | PFL                | 23      | 5      | –            | –            | –             | –             | 23      | 5      |
| Nieftiechimik Niżniekamsk | 2018/19            | PFL                | 21      | 7      | 3            | 0            | –             | –             | 24      | 7      |
| Nieftiechimik Niżniekamsk | 2019/20            | FNL                | 20      | 11     | 0            | 0            | –             | –             | 20      | 11     |
| Nieftiechimik Niżniekamsk | Łącznie            | Łącznie            | 41      | 18     | 3            | 0            | 0             | 0             | 44      | 18     |
| Rubin Kazań               | 2019/20            | Priemjer-Liga      | 9       | 2      | –            | –            | –             | –             | 9       | 2      |
| Rubin Kazań               | 2020/21            | Priemjer-Liga      | 28      | 7      | 2            | 2            | –             | –             | 30      | 9      |
| Rubin Kazań               | Łącznie            | Łącznie            | 37      | 9      | 2            | 2            | 0             | 0             | 39      | 11     |
| Łącznie w karierze        | Łącznie w karierze | Łącznie w karierze | 101     | 32     | 5            | 2            | 0             | 0             | 106     | 34     |